# قلعه گراب
قلعه گراب مربوط به عصر مفرغ - دوره اشکانیان - دوره ساسانیان - سده‌های ۶–۴ ه.ق است و در شهرستان کوهدشت، بخش طرهان، ۵۰۰ متری جنوب شرق بافت مسکونی شهر گراب واقع شده و این اثر در تاریخ ۲۸ اسفند ۱۳۸۵ با شمارهٔ ثبت ۱۸۳۹۱ به‌عنوان یکی از آثار ملی ایران به ثبت رسیده است.